# 胡荃
胡荃（1958年9月11日—），男，汉族，河南濮阳人，中华人民共和国政治人物。郑州工学院机械系铸造专业毕业，大学学历，工学学士，高级工程师。曾任郑州市人大常委会主任。

## 生平
1982年1月参加工作，任河南省机械研究所办公室副主任。1984年9月加入中国共产党。
1985年6月，任安阳县工业局副局长。
1987年8月，任河南省汽车工业总公司副总经理。1992年11月，任河南机电工贸有限公司常务副总经理。1994年1月，任河南省汽车工业总公司总经理、党委书记。
1996年11月，任河南省机械电子工业厅副厅长。2000年5月，任河南省信息产业厅副厅长。
2003年7月，任郑州市人民政府副市长。2006年12月，任中共郑州市委常委、统战部长、副市长。2013年6月，任中共郑州市委副书记、航空港实验区党工委书记。2015年3月，任中共郑州市委副书记、市委秘书长。
2016年6月，任中共平顶山市委书记。
2017年12月，任郑州市人大常委会党组书记。2018年2月24日，当选为第十三届全国人大代表。2018年9月至2022年4月，任郑州市人大常委会主任、党组书记。